# ダブルリード
ダブルリード(double reed)は、木管楽器につかわれるリードの一種。また、そのようなリードを用いた楽器の総称。複簧（ふくこう）とも呼ばれる。

## 概要
ダブルリードは、乾燥させた葦を削ったものを二枚重ね合わせて作られ（篳篥の場合は、乾燥させた筒状の葦の茎の一端を潰して削る事によって作られる）、これを楽器の吹口に取り付けて吹くことで振動させる。このとき、オーボエやファゴットや篳篥のようにリードを口にくわえて奏するものと、クルムホルンのようにリードを管内に固定し、直接口ではくわえないものとがある。
楽器店などで市販されている完成品のリードもあるが、ダブルリードはリード自体の特徴・質が音色を左右することもあり、プロを中心に多くの奏者が葦材そのものか、半完成品のリードを入手した上で、自分に合ったリードを作る。
ダブルリードを削る際にプラークと呼ばれる船型の下敷きをリードの間に挟む。プラークを挟まないでリードを削ると無理な力がリードにかかり、リードが割れてしまうこともある。
ダブルリードはシングルリードと異なり演奏の前に水につけてから演奏するので、ダブルリード奏者は水入れを携帯する。篳篥の場合は緑茶を使う。

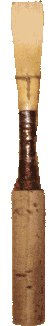
オーボエのリード
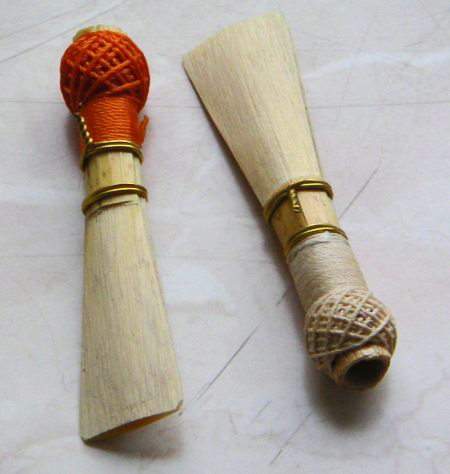
ファゴットのリード

## 使用法
水に浸けてから楽器にセットする。そのため、ダブルリード奏者は水入れを携帯する。水入れは、専門店で専用容器を売っている他、銀塩カメラのフィルムケース等、密封性の高い容器を流用する奏者も多い。
演奏中、少しの休符であればそのまま演奏可能である場合が多いが、多少乾いている場合は舌で舐めて湿らせるか、それ以上に乾いていれば前述の水入れに再度リードを浸してから楽器に装着する必要がある。

### オーボエ属
- リードを直接楽器に差し込む形で使用するもの
  - オーボエ
  - イングリッシュホルン
  - オーボエ・ミュゼット

- リードをボーカルに差して使用するもの
  - コーラングレ
  - オーボエ・ダモーレ
  - バス・オーボエ
  - ヘッケルフォーン（構造上はファゴット属との中間形態、但しフィンガリングはオーボエ属）、およびその類似系としてのルポフォン

### ファゴット属
- リードをボーカルに差して使用するもの
  - ファゴット
  - コントラファゴット
  - ファゴッティーノ
  - バッソン
  - サリュソフォーン
  - コントラフォルテ

## その他
- 「リード2枚」であることから、日本国内においては、奏者自身が半ば自虐的に、もしくは他者が揶揄的に「2枚舌」などと言うことがしばしばある。